# 築地正子
築地 正子（ついじ まさこ、1920年（大正9年）1月1日 − 2006年（平成18年）1月27日、享年86歳）は、日本の歌人。本名は築地 正（ついじ まさ）。

## 人物
1920年（大正9年）1月1日、東京に生まれた。実践女子専門学校（現・実践女子大学）国文科在学中から作歌を始め、短歌結社「鶯」をへて竹柏会「心の花」の同人となった。戦後、二十六歳の時に熊本県長洲町に両親と共に移り住み、五十年以上をそこで土を耕しながら過ごした。一時期絵画を志したが、熊本移住後に断念している。熊本ではその地になじめず、最後まで東京への望郷の思いを持ち続けた。彼女は人間嫌いとも言われるほど世俗を退け、家に電話も置いていなかったところから、「孤高の歌人」と呼ばれたが、長洲町の豊な自然（鳥や虫、植物など）との交感や老いを題材に、彼女独特の美学や哲学に基づいた清新な歌風の作品を残している。若い時分から「心の花」で頭角を現していたが、第一歌集『花綵列島』を上梓したのは五十九歳の時で、生涯に5冊の歌集しか出版していない。終生独身を通し、八十六歳で死去。

## 経歴
以下の経歴はおもに自筆年譜と築地正子全歌集付録の年譜に基づく。
- 1920年（大正9年、0歳）一月一日、父、築地 宜雄、母、レツの次女としてと東京護国寺ねずみ坂（現・文京区）に生まれた。兄弟姉妹は、姉、道、と兄、明。幼時は麹町区元衛町（現・千代田区大手町1丁目および一ツ橋1丁目付近）に住み、小学生のころから神田神保町の書店街に出入りして書物に親しんだ（「神保町の古書店街にゆきくるる昔のわれは熱き夢みき」第五歌集『自分さがし』）。
- 1923年（大正12年、3歳）関東大震災に遭遇。
- 1932年（昭和7年、12歳）	東京府立第三高等女学校（現・東京都立駒場高等学校）に入学。校友誌「泰山木」に短歌を投稿。
- 1936年（昭和11年、16歳）十六歳の時に「与謝野源氏」を読む（「姉の机上の与謝野源氏がまぶしくて初めてひそかに読みし十六歳」第五歌集『自分さがし』）。二・二六事件起こる（「東京の雪の記憶を押しわけて軍靴の音の聞ゆる如月」第五歌集『自分さがし』）。
- 1937年（昭和12年、17歳）	実践女子専門学校国文科に入学し、正課として短歌の授業を受ける。
- 1938年（昭和13年、18歳）姉結婚。
- 1940年（昭和15年、20歳）	実践女子専門学校国文科を卒業後、しばらく絵画の勉強をする。中等教員免許証を受領。
- 1941年（昭和16年、21歳）家の近くの佐藤文雄画伯に洋画を習う。佐佐木治綱主宰の「鶯」に入会し、10月号に築地正子の短歌が初めて掲載される[10]。(文献[8]には築地正子の歌の「鶯」初出は1942年1月号と記載されているが、勘違いと思われる）
- 1944年（昭和19年、24歳）	「鶯」が佐佐木信綱主宰の「心の花」と合併し、「心の花」の同人となる。以降、毎月「心の花」に送稿し、毎号誌上に掲載される。
- 1945年（昭和20年、25歳）	5月、兄死去。松本市近郊の農家に疎開。
- 1946年（昭和21年、26歳）	父の退職を機に、両親と共に父の生家である熊本県玉名郡六栄村永塩（現・長洲町永塩）に移り住む。母と畑を耕しながら、作歌を続ける。家には最後まで電話がなかったという。第二歌集のタイトルとなった菜切川が家の近くを流れる。
- 1949年（昭和24年、29歳）	坂本繁二郎画伯の話を聞き、画家志望を諦めて短歌一本に励むこととする。（文献[11]によると、画伯と面会したのは昭和28年と推定されている）
- 1950年（昭和25年、30歳）「短歌風光」創刊と同時に入会。
- 1954年（昭和29年、34歳）	「短歌研究」（短歌研究社）新人特集で、総合誌に初めて作品が掲載される。
- 1956年（昭和31年、36歳） 「青の会」の創立会員27人の一人に選ばれる。「青の会」は約半年後に「青年歌人会議」と名称を変えるが、築地正子はそのメンバーには含まれていない。
- 1959年（昭和34年、39歳）	第一回竹柏会賞受賞（佐佐木信綱の米壽を記念して設置された賞）。短歌の師、佐佐木治綱死去。
- 1968年（昭和43年、48歳）	母、レツ死去（享年八十五歳）。
- 1970年（昭和45年、50歳）	父、宜雄死去（享年八十八歳）。
- 1979年（昭和54年、59歳）歌集『花綵列島』出版。「花綵列島」は、気象学者だった菊池正子の父が生前選んでおいたものである。
- 1980年（昭和55年、60歳）第二十四回現代歌人協会賞受賞。会員となる。
- 1985年（昭和60年、65歳）歌集『菜切川』出版。第二十八回熊日文学賞受賞。
- 1986年（昭和61年、66歳）第十回現代短歌女流賞受賞。2月に「心の花」熊本歌会が発足し、短歌の指導を始める。（築地正子全歌集中の池本繁子氏協力による年譜[9]には1986年に熊本歌会が発足したと記してある。しかし、池本繁子氏による追悼文[12]には、1980年（昭和55年）の第二十四回現代歌人協会賞受賞の祝賀会がそのまま「心の花」熊本歌会の発会となったとの記述があるので、1980年頃の可能性もあり）
- 1990年（平成2年、70歳）歌集『鷺の書』出版。
- 1991年（平成3年、71歳）二月、「心の花」第1111号記念大会（東京）に出席。＜一泊二日の旅人として東京駅の美男警官に道を尋ねつ＞（第四歌集『みどりなりけり』）はその際の作か。
- 1993年（平成5年、73歳）長洲町文化協会主催の短歌月例会に講師として招聘される。大分歌会の帰路に阿蘇に寄る（「感情は熟れてあふれて流るると阿蘇の山雲に巻かれてゐたり」第四歌集「みどりなりけり」）
- 1995年（平成7年、75歳）1月に一時中断していた「心の花」熊本歌会を再開。
- 1997年（平成9年、77歳）歌集『みどりなりけり』出版。
- 1998年（平成10年、78歳）第十三回詩歌文学館賞受賞。「心の花」創刊百年祝賀会のため上京。

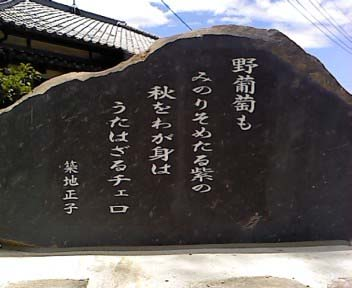
長洲町「なんかた　ついじ広場」歌碑　　（古島信子氏提供）
- 1999年（平成11年、79歳）第三十四回熊本県文化懇話会文芸賞受賞。
- 2000年（平成12年、80歳）	左手首を骨折。
- 2002年（平成14年、82歳）	5月、西東京市在住の実姉宅へ転居。
- 2004年（平成16年、84歳）歌集『自分さがし』出版。五月に入院。「心の花」7月号に築地正子の最後の歌4首が掲載される。
- 2006年（平成18年、86歳）	一月二十七日、死去。長洲町の居宅跡は「なんかた　ついじ広場」となり、メタセコイア[13]の木と古井戸（「木枯しの生まるるところ水汲まぬ深き井もあるわが冬の家」第四歌集「みどりなりけり」）が残るのみである。長洲町永塩の信定寺の迦統公明住職と「心の花」熊本歌会前代表の池本繁子氏が発起人となり、歌碑「野葡萄もみのりそめたる紫の秋をわが身はうたはざるチェロ」（第三歌集『鷺の書』）が建立されている[14]。なお、「心の花」熊本支部（代表 永田智子）の歌会が現在も池本繁子氏の計らいにより、特別養護老人ホーム「月華苑」（長洲町清源寺）において開催されている。

## 受賞歴
- 1959年（昭和34年、39歳）	第一回竹柏会賞[1]
- 1980年（昭和55年、60歳）	第二十四回現代歌人協会賞（歌集『花綵列島』にて）
- 1985年（昭和60年、65歳）	第二十八回熊日文学賞（歌集『菜切川』にて）[1]
- 1986年（昭和61年、66歳）	第十回現代短歌女流賞（歌集『菜切川』にて）
- 1998年（平成10年、78歳）	第十三回詩歌文学館賞（歌集『みどりなりけり』にて）
- 1999年（平成11年、79歳）	第三十四回熊本県文化懇話会文芸賞[15]（歌集『みどりなりけり』にて）

## 著書・作品

### 歌集
- 第一歌集『花綵列島』　　　	雁書館　　　1979年（昭和54年、59歳）
- 第二歌集『菜切川』　	　　　雁書館　　　1985年（昭和60年、65歳）
- 第三歌集『鷺の書』　	　　　雁書館　　　1990年（平成2年、70歳）
- 第四歌集『みどりなりけり』	砂子屋書房　1997年（平成9年、77歳）
- 第五歌集『自分さがし』　	　砂子屋書房　2004年（平成16年、84歳）
- 『築地正子全歌集』　	　　　砂子屋書房　2007年（平成19年、一周忌）

### エッセイ他
- 築地 正子『綠窗抄（62首）』短歌（角川書店）3巻7号130-131頁、1956年（昭和31年、36歳）
- 築地 正子『石川不二子さんの歌』心の花（竹柏会）61巻2号（心の花 七百號）208-209頁、1957年（昭和32年、37歳）
- 築地 正子『八女野』心の花（竹柏会）64巻3号22頁、1960年（昭和35年、40歳）この中に、「私はひそかに今日を境として、短歌を離れて繪の方へすすみたいと希ってゐたけれど、畫伯にお尋ねする勇氣は遂に出なかった」と書いている。
- 築地 正子『ゑのころ草』心の花（竹柏会）64巻10号51-52頁、1960年（昭和35年、40歳）「田舎に棲んでゐると、四季の移りに敏感な雑草の思ひがけない美しい姿に觸れる事が多い。彼等は、自在で、逞しくて、虚飾をもたない。「生き抜く」といふ事にひたすらな心と姿は、まことの美そのものである様に思はれてくるのである」
- 築地 正子『集中豪雨』心の花（竹柏会）66巻10号39頁、1962年（昭和37年、42歳）「近所の人に、『雨もりですか。そんなの皆ですよ、數のうちに入らない』と笑ひとばされてしまった」
- 築地 正子 『歌につながる』心の花（竹柏会）68巻4号312-313頁、1964年（昭和39年、44歳）「ふり返ってみると、それもこれも、皆歌につながって得た倖せであった。此から先、私のひとり生きてゆく道で出會うだろういろいろの事は、何處かで、何かで、みんな歌につながってゆくような氣がしてならない」
- 築地 正子 『空の青』心の花（竹柏会）68巻8号22頁、1964年（昭和39年、44歳）「「空がきらきらして青い」というお言葉と、「初心忘るべからず」という古くて新しい言葉が、私の中で同じ重さをもってきてから、私は、・・・歌に宿命や執着を感じてゆけるようになりたいと、ひそかに思ったりすることもあるのである」
- 築地 正子 『今年の収穫＜秀歌五首選＞』心の花（竹柏会）通巻842号（12月号）15頁、1968年（昭和43年、48歳）「「人間はなぜ生きるか。どう生きるか」とはよく言われる言葉であるが、確固たる人生論をふまえたこれらの歌に、ひどく魅かれる現在の私の心境である」
- 築地 正子 『私の郷土　嫁入唄のこと』心の花（竹柏会）通巻844号（2月号）40-41頁、1969年（昭和44年、49歳）「なるべく賑やかなのが喜ばれる。しかし、この嫁入唄、なんとなく哀調があって、夕昏れの道を行く風情は、華やかさのうちにもの悲しい」
- 築地 正子 『わが短歌開眼』短歌（角川書店）28巻2号68-69頁、1981年（昭和56年、61歳）「ひとつ行く鮎船は、それならば日本の歌でなければならないと、思った。若い時から、絵かきになるのが第一の願望で、その為に如何なる犠牲も悔を残さなかった私の裡で、極めて自然ななりゆきとして、絵と歌が比重を変えたのを感じていた」
- 築地 正子 『—私のなかの本棚—　自然は本』 短歌研究（短歌研究社） 40巻3号40頁、1983年（昭和58年、63歳）「耕す大地の断面に、新しい本のページをめくる思ひがした」
- 築地 正子 『私の「た・か・ら・も・の」　自然のたまもの』および『心の桜（7首）』  短歌研究（短歌研究社）41巻3号41頁、1984年（昭和59年、64歳）「同じ自然の輪廻の中で共存しながら、あの儘、東京ぐらしを続けてゐたら、決して味はへなかった自然との出会ひが、私に、細く永く短歌を作り続けさせる原動力になってゐる様な気がする」
- 築地 正子 『充実の瞬間（とき）　有限人間』 および『狐狸（七首）』短歌研究（短歌研究社）42巻3号37頁、1985年（昭和60年、65歳）「人間の智慧や能力を超えた自然といふ無限時空の中の、有限人間のささやかな生活を基調にして、一首の短歌に濃縮していく自分を、みつめてゐるのである」
- 築地 正子 『私の詩的空間　東京・神田・聖橋』 および『梟のごと（7首）』短歌研究（短歌研究社）43巻3号37頁、1986年（昭和61年、66歳）「私がやっと、幼女から少女期へ入る頃ではなかったらうか。あの頃、出来たての聖橋を、父の夕方の散歩のお供をして、よく通ったものだった」
- 築地 正子 『（現代歌人群像-代表歌とエッセーでつづる“わが昭和私史の瞬間”）東京育ちの農として-卓上の逆光線にころがして卵と遊ぶわれに触るるな　および10首』 アサヒグラフ(朝日新聞社）3353「昭和短歌の世界」増刊号139頁、1986年（昭和61年、66歳）「生まれ育った東京を離れて九州の一農村に移居しなかったら、私は＜うたよみ＞にならなかったに違いない」
- 築地 正子 『私を魅惑する「女」　ミロのヴヰナスへの手紙』および『厨房にて（7首）』 短歌研究（短歌研究社）44巻3号37頁、1987年（昭和62年、67歳）「あなたを観てゐると、私は絵描きになりたかったと思ひ、ならなくてよかったと思ひます。その相克矛盾の心の戦ひを、生きてゐる証しとして来たように思ふからです」
- 築地 正子 『花に想う　すみれ』 および『小春凪（7首）』短歌研究（短歌研究社）45巻3号33頁、1988年（昭和63年、68歳）「アンナ・カレーニン夫人が、夜会で初めてウロンスキーと出遇ふくだり、アンナが、黒いビロードの服に紫の菫の花束を飾ってゐるといふ、唯一行のその形容が、それから始まる不倫の恋物語の、終局の不幸まで暗示してゐて忘れ難い」
- 築地 正子 『おんなの会議　アンケート「歌人が選んだ歌人」』短歌研究（短歌研究社）、46巻3号23頁、1989年（平成元年、69歳）22頁に「森にて」7首。「たった一人の読者の存在のために、それは、もしかしたら自分自身だけかもしれないとしても、それが文芸の本質ではないかと思へてならないのである」
- 築地 正子 『築地正子自筆年譜：築地正子自選100首』歌壇（本阿弥書店）5巻10号88-92頁、1991年（平成3年、71歳）
- 築地 正子 『路（10首）』、『[同時代]としての女性短歌』（「文芸」編集部編、河出書房新社）58-59頁、1992年（平成4年、72歳）「人類は、戦争をしなくとも、人間の智慧の結晶である文明に滅されるのではないか、—− と思へてくる」
- 築地正子『書評　歌集「遠茜」（清島あつ子著、雁書館）』熊本日日新聞　朝刊 1992年11月2日9頁
- 築地 正子 『作歌のキー・ポイント／実作のポイント　ひろく、ふかく、おのがじしに』 歌壇（本阿弥書店）7巻6号48−49頁、1993年（平成5年、73歳）「卵を卓上にころがし乍ら、一番美しい光と翳をさぐってゐた。上句は割合に素直に、現実をより現実的に実感出来るやうに言葉を組立てたつもりであったが、結句を如何にするか、何日も迷った。「こわい顔して・・・」と、母からもそんな私を敬遠されてしまったのがきっかけとなって、「われに触るるな」という結句になった」
- 築地 正子『（霜月随想）五十年前の秋　築地正子、歌人』熊本日日新聞　夕刊 1995年11月2日（平成7年、75歳）「その一隅にあの短歌は載っていたのだった。みんなみの筑紫の国の秋ながしおほけなくして生き残りたり　おほけなく生き残った私にも、＜筑紫の国の秋ながし＞の、深い感動が伝わってきたのだった。私は、やっと父の古里に帰り住む心が定まったのだった」
- 築地 正子『暗い出発』短歌（角川書店）43巻6号141頁、1996年（平成8年、76歳）「「私とは誰か」・・・、その時、私は何故か短歌を作って、自分の心をどれだけ言へるか試す気持になってゐた」
- 築地 正子 『メタセコイヤは見てゐる』 短歌（角川書店）45巻2号91頁、1998年（平成10年、78歳）「それならば、居直って「老」と真正面から取組んでみようといふ気持ちになった」
- 築地 正子 『菁莪の花咲く頃』心の花（竹柏会）通巻1196号（6月号）62−63頁、1998年（平成10年、78歳）「坂本画伯にお目にかかって、私はこれからの人生の進歩を考へ直して、＜絵＞を断念することにした。＜短歌＞の道に進んで成算があるわけでもなかったけれど・・・」
- 築地 正子 『二三輪初花咲きて若苗の染井吉野はをとめとなれり』 （「特集 桜をうたう-自選歌と現代秀歌選(p.60-93)」）短歌（角川書店）47巻5 号64頁、2000年（平成12年、80歳）「東京生まれの私には、皇居の千鳥ヶ淵の桜の品の良さ、豊かさが一番印象的である」
- 築地 正子 『何故?この月恋ふる人』、『続・伊藤一彦歌集』（伊藤一彦 著、現代短歌文庫）の解説。砂子屋書房、162-171頁、2001年（平成13年、81歳）「私は、熊本出身の父が、東京に出てから東京で生まれたので、ふるさと意識が甚だ稀薄なのである」
- 築地 正子 『花綵列島』、『現代短歌全集 第16巻』（塚本邦雄 他著、筑摩書房）に第一歌集『花綵列島』が収録される。435-456頁、2002年（平成14年、82歳）

## 関連文献
- 佐佐木 治綱『築地正子の歌』心の花（竹柏会）53巻10号23−24頁、1949年（昭和24年）
- 平山 邦子『築地正子の歌』心の花（竹柏会）53巻10号24頁、1949年（昭和24年）
- 岡山 巌 『石川不二子と築地正子』 短歌研究（短歌研究社）11巻10号81-87頁、1954年（昭和29年）
- 堤 信久『短歌風光の人々（第二十四号 第二十三号 批評』短歌風光（短歌風光社）25号18-22頁、1954年（昭和29年）
- 木尾 悦子 選『前号作品合評』短歌風光（短歌風光社）30号28-31頁、1955年（昭和30年）
- 末広 雅也 選『前号作品合評』短歌風光（短歌風光社）34号20-23頁、1956年（昭和31年）
- 石川 不二子『築地正子さんの歌』心の花（竹柏会）61巻2号（心の花 七百號）207-208頁、1957年（昭和32年）
- 第一回竹柏會賞受賞者發表（略歴、作品抄、選考過程）心の花（竹柏会）63巻6号121-122頁、1959年（昭和34年）
- 『おんなの会議　アンケート「歌人が選んだ歌人」』 短歌研究（短歌研究社）46巻3号110-113頁、1989年（平成元年）女流歌人では築地正子は31位に選ばれている。
- 塚本 邦雄 『現代百歌園−明日にひらく詞華』<ひと文字の春の緑の酢味噌あへかなしきものを肥後人は食ふ＞（第一歌集『花綵列島』）を収録．（花曜社）、1990年（平成2年）
- 伊藤 一彦『自然詠の再興　都市生活者の自然詠』短歌（角川書店）38巻12号151-153頁、1991年（平成3年）
- 島田 修二 『築地正子論：独行の秋』歌壇（本阿弥書店）5巻10号93-98頁、1991年（平成3年）
- 池本 繁子『心の花の一首　死にたくなし死にたくなしと雪踏みて行きけむ小動物の足跡つづく　築地正子』心の花（竹柏会）通巻1114号（8月号）2頁、1991年（平成3年）
- 俵 万智『あなたと読む恋の歌百首』<モジリアニの絵の中の女が語りかく秋について愛についてアンニュイについて＞（第三歌集『鷺の書』）を収録．（朝日新聞社）180-181頁、1997年（平成9年)
- 小池 光、大島 史洋、久我田 鶴子 『作品季評（27・前半)　春日井建「祝意」30首、築地正子「考へない人」20首、大辻隆弘歌集「抱擁韻」』 短歌研究（短歌研究社）55巻7号84-99頁、1998年（平成10年、「歌壇」4月号に掲載される築地正子の歌20首に対する評）
- 中村 苑子、馬場 あき子、新川 和江 選『築地正子』 女性作家シリーズ24『現代詩歌集』（河野 多恵子、大庭 みな子、佐藤 愛子、津村 節子 監修、角川書店）199-200頁、1999年（平成11年）
- 小島 ゆかり「うた観覧車　冬の昴」婦人之友（婦人之友社）93巻13号170−171頁、1999年（平成11年）
- 高野 公彦、三井 修、大滝 和子 『作品季評(36・前半)築地正子「鮎一尾」20首/村木道彦「華やぐに似て」31首/吉川宏志歌集「夜光」』 短歌研究（短歌研究社）57巻10号132-143頁、2000年（平成12年、「短歌研究」7月号に掲載される築地正子の歌20首に対する評）
- 春日井 建、山本 かね子、外塚 喬 『作品季評(43・前半)　藤岡武雄「日々是好日」20首、築地正子「雑念雑事」20首、尾崎左永子歌集「星座空間」』 短歌研究（短歌研究社）59巻7号102-113頁、2002年（平成14年、「歌壇」4月号に掲載される築地正子の歌20首に対する評）
- 岩田 正 『をのこの歌をみなの歌(第36回)　武川忠一と築地正子』 歌壇（本阿弥書店）18巻12号32-34頁、2004年（平成16年）
- 大口 玲子『築地正子歌集「自分さがし」　わたくしは誰でせう』心の花（竹柏会）通巻1272号（10月号）28頁、2004年（平成16年）
- 古島 信子『築地正子歌集「じぶんさがし」　自在なる＜われ＞　—築地正子「自分さがし」試論』場（「場」の会）5号34-37頁、2004年（平成16年）10月
- 熊本県高等学校教育研究会国語部会編『築地正子短歌抄』、『くまもと文学紀行』（熊本県高等学校教育研究会国語部会）164頁、2005年（平成17年）
- 草間 馨子『築地正子の世界 ―「花綵列島」と「自分さがし」』音（「音」短歌会）24巻12号14-17頁、2005年（平成17年）
- 『追悼・築地正子　築地正子年譜』 心の花（竹柏会）通巻1291号（5月号）28頁、2006年（平成18年）
- 宇都宮 とよ『「花綵列島」の築地さん』心の花（竹柏会）通巻1291号（5月号）29-30頁、2006年（平成18年）
- 花山 多佳子『築地正子の歌』心の花（竹柏会）通巻1291号（5月号）31-32頁、2006年（平成18年）
- 横山 未来子『鳥の姿から』心の花（竹柏会）通巻1291号（5月号）33-34頁、2006年（平成18年）
- 石川 不二子『終生のライヴァル』心の花（竹柏会）通巻1291号（5月号）35頁、2006年（平成18年）
- 伊藤 一彦『豊な「老い」の歌』心の花（竹柏会）通巻1291号（5月号）36頁、2006年（平成18年）
- 佐佐木 幸綱『「花綵列島」の帯文』心の花（竹柏会）通巻1291号（5月号）37頁、2006年（平成18年）
- 池本 繁子『築地正子の思ひ出』心の花（竹柏会）通巻1291号（5月号）38頁、2006年（平成18年）
- 竹山 広、永田 智子、堀越 貴乃、俵 万智、晋樹 隆彦、青木 信、白岩 祐子、黒岩 剛仁、馬場 昭徳、谷岡 亜紀、藤島 秀憲、玉井 慶子『築地正子追悼文』心の花（竹柏会）通巻1291号（5月号）39-42頁、2006年（平成18年）
- 中西 由起子『時評・対照的人生を見せた二人』心の花（竹柏会）通巻1291号（5月号）43頁、2006年（平成18年）
- 佐佐木 幸綱 『追悼／築地正子　境地ということ』 歌壇（本阿弥書店）20巻6号146-147頁、2006年（平成18年）
- 宇都宮 とよ『追悼／築地正子　美しい時間たち』 歌壇（本阿弥書店）20巻6号148-149頁、2006年（平成18年）
- 池本 繁子 『追悼 築地正子　屹度して歩んだ人』 短歌往来（ながらみ書房）18巻6号66-67頁、2006年（平成18年）
- 石川 不二子 『追悼 築地正子　わが師、築地正子』 短歌往来（ながらみ書房）18巻6号68-71頁、2006年（平成18年）
- 白岩 裕子 『追悼 築地正子　築地正子50首抄』 短歌往来（ながらみ書房）18巻6号72-75頁、2006年（平成18年）
- 日高 堯子 『歌集ライブラリー 第18回　歌集 花綵列島 200首 築地正子　日高堯子選』歌壇（本阿弥書店）20巻6号133-145頁、2006年（平成18年）
- 永田 智子『《築地正子を読み返す》第一回　「花綵列島」への試論』場（「場」の会）8号50-53頁、2006年（平成18年）4月
- 古島 信子『《築地正子を読み返す》第二回　「菜切川」の位置』場（「場」の会）9号34-37頁、2006年（平成18年）10月
- 佐伯 裕子 『われにふるるな -- 築地正子の鳥の歌』 禅文化 --花園大学禪文化研究会（短歌研究社）205号57-62頁、2007年（平成19年）
- 佐佐木 幸綱 『築地正子全歌集　解説　孤高の歌人』（築地正子 著、砂子屋書房）379-401頁、2007年（平成19年）
- 砂子屋書房、池本 繁子『築地正子全歌集　築地正子略年譜』（砂子屋書房）403-409頁、2007年（平成19年）
- 花山 多佳子 『歴史の外に生きる』、『築地正子全歌集　栞』（砂子屋書房）2-6頁、2007年（平成19年）
- 伊藤 一彦 『ふふと笑えば』、『築地正子全歌集　栞』（砂子屋書房）6-9頁、2007年（平成19年）
- 小池 光 『知性とユーモア』、『築地正子全歌集　栞』（砂子屋書房）10-12頁、2007年（平成19年）
- 今野 寿美 『涙ありけり蟷螂の目にも』、『築地正子全歌集　栞』（砂子屋書房）13-16頁、2007年（平成19年）
- 久々湊 盈子 『無欲という大欲』、『築地正子全歌集　栞』（砂子屋書房）16-18頁、2007年（平成19年）
- 石川 不二子 『初期歌篇』、『築地正子全歌集　栞』（砂子屋書房）19-21頁、2007年（平成19年）
- 日高 堯子『「築地正子」の遺歌が伝えるもの　美しき夕映を見よ』歌壇（本阿弥書店）21巻8号58-59頁、2007年（平成19年）
- 佐佐木 幸綱、高野 公彦、小池 光、穂村 弘、栗木 京子『＜座談会＞２００７年度　歌壇展望　座談会　平成二十年の短歌における口語の新しさを考える』短歌研究（短歌研究社）64巻12号14-34頁、2007年（平成19年)
- 雪野 真菰『築地正子論（上）― 三十一文字の自画像』心の花（竹柏会）通巻1303号（5月号）66-69頁、2007年（平成19年）（本文献と下の文献は『ひとつかがやく：雪野真菰評論集』本阿弥書店 2012年に収録されている）
- 雪野 真菰『築地正子論（下）― 三十一文字の自画像』心の花（竹柏会）通巻1304号（6月号）68-72頁、2007年（平成19年）
- 藤島 秀憲『体温と築地正子』心の花（竹柏会）通巻1304号（6月号）73頁、2007年（平成19年）
- 古島 信子『《築地正子を読み返す》第三回　築地正子の“鬼”』場（「場」の会）10号46-49頁、2007年（平成19年）4月
- 河野 千絵『《築地正子を読み返す》第四回　歌のむこう『みどりなりけり』「美学」の眼差し』場（「場」の会）11号40-43頁、2007年（平成19年）10月
- 伊藤 岑『思い出　そして築地先生の五十年について』、『都忘れ ― 築地正子追悼集』（竹柏会「心の花」熊本歌会）4-9頁、2007年（平成19年）
- 池本 繁子『白鷺は今』、『都忘れ ― 築地正子追悼集』（竹柏会「心の花」熊本歌会）10-17頁、2007年（平成19年）
- 寺田 和子『追悼』、『都忘れ ― 築地正子追悼集』（竹柏会「心の花」熊本歌会）18-19頁、2007年（平成19年）
- 三嶋 主恵子『築地先生を偲びて』、『都忘れ ― 築地正子追悼集』（竹柏会「心の花」熊本歌会）20-21頁、2007年（平成19年）
- 濱田 千春『絵葉書 — 築地正子先生の思い出』、『都忘れ ― 築地正子追悼集』（竹柏会「心の花」熊本歌会）22-24頁、2007年（平成19年）
- 古島 信子『待っていてくれた人』、『都忘れ ― 築地正子追悼集』（竹柏会「心の花」熊本歌会）25-28頁、2007年（平成19年）
- 永田 智子『「花綵列島」への試論』、『都忘れ ― 築地正子追悼集』（竹柏会「心の花」熊本歌会）29-36頁、2007年（平成19年）
- 河野 千絵 『築地正子の短歌 −− 個の自然・孤の自然』、『「場所」の詩学 : 環境文学とは何か』（生田省吾、村上清敏、結城正美編、藤原書店）56−67頁、2008年（平成20年）
- 奥田 亡羊『「心の花」歌人論II　「心の花」現代史』心の花（竹柏会）通巻1317号（7月号 ） 66-78頁、2008年（平成20年）
- 東條 尚子『《築地正子を読み返す》第五回　『自分さがし』「美学」ということ』場（「場」の会）12号32-35頁、2008年（平成20年）4月
- 奥田 亡羊『大正9年生　築地正子　我に触るるな」短歌現代（短歌現代社）33巻4号57頁、2009年（平成21年）
- 古島 信子『「築地正子初期歌篇」ノート　』場（「場」の会）
  - 13号40-44頁、2008年（平成20年）10月、鶯（那木の葉会）2巻10号-5巻3号（1941-1944年）掲載歌収録
  - 14号36-43頁、2009年（平成21年）4月、心の花（竹柏会）48巻6号-53巻12号（1944-1949年）掲載歌収録
  - 15号32-45頁、2009年（平成21年）10月、心の花（竹柏会）54巻1号-58巻12号（1950-1954年）掲載歌収録
  - 16号63-73頁、2010年（平成22年）4月、心の花（竹柏会）59巻1号-61巻12号（1955-1957年）掲載歌収録
  - 17号62-68頁、2010年（平成22年）10月、心の花（竹柏会）62巻1号-63巻12号（1958-1959年）掲載歌収録
  - 18号52-59頁、2011年（平成23年）4月、心の花（竹柏会）64巻1号-65巻12号（1960-1961年）掲載歌収録
  - 19号64-71頁、2011年（平成23年）10月、心の花（竹柏会）66巻1号-67巻12号（1962-1963年）掲載歌収録
  - 20号56-63頁、2012年（平成24年）4月、心の花（竹柏会）68巻1号-12号および通巻795-806号（1964-1965年）掲載歌収録
  - 21号54-61頁、2012年（平成24年）10月、心の花（竹柏会）通巻807-830号（1966-1967年）掲載歌収録
  - 22号62-69頁、2013年（平成25年）4月、心の花（竹柏会）通巻831-862号（1968-1970年）掲載歌収録
  - 23号58-65頁、2013年（平成25年）10月、心の花（竹柏会）通巻867-890号（1971-1972年）掲載歌収録
  - 24号72-78頁、2014年（平成26年）4月、心の花（竹柏会）通巻891-914号（1973-1974年）掲載歌収録
  - 25号74-80頁、2014年（平成26年）10月、心の花（竹柏会）通巻915-938号（1975-1976年）掲載歌収録
  - 26号66-73頁、2015年（平成27年）4月、心の花（竹柏会）通巻939-962号（1977-1978年）掲載歌収録
  - 27号68-75頁、2015年（平成27年）10月、心の花（竹柏会）通巻963-981号（1979-1980年）掲載歌収録（最終回）
- 河野 千絵 『築地正子の時間』心の花（竹柏会）通巻1391号（9月号）40-41頁、2014年（平成26年）

## 新聞記事

### 朝日新聞
- 『（俵万智と読む恋の歌100首：80）モジリアニの絵の・・・築地正子』朝日新聞 朝刊（日曜版）1996年10月20日40頁
- 『（折々のうた）村棲みに慣れて思へば農婦らに女言葉の・・・築地正子』<村棲みに慣れて思へば農婦らに女言葉のなくて草刈る>（第四歌集『みどりなりけり』）を引用．朝日新聞 朝刊（1総合）1999年6月16日1頁
- 『（折々のうた）その絵よりその詩歌より身に沁みつ・・・築地正子』<その絵よりその詩歌より身に沁みつローランサンの老年の顔>（第一歌集『花綵列島』）を引用．朝日新聞 朝刊（1総合）2000年11月6日1頁
- 『（折々のうた）村住みの塀さへ鍵さへなきくらし・・・築地正子』<村住みの塀さへ鍵さへなきくらし出来ぬ時世か心にも鍵>（第五歌集『自分さがし』）を引用．朝日新聞 朝刊（1総合）2004年10月19日1頁
- 『（天声人語）男性も８０の平均寿命』<のび盛り生意気盛り花盛り 老い盛りとぞ言はせたきもの> （第四歌集『みどりなりけり』）を引用．朝日新聞 朝刊（1総合）2014年8月5日1頁

### 読売新聞
- 『［よみうり文芸時評］＜短歌＞山埜井喜美枝 99年10月21日（寄稿連載）』読売新聞 西部夕刊8部 （西文化） 1999年10月21日5頁
- 『［よみうり文芸時評］＜短歌＞山埜井喜美枝 2000年3月21日（寄稿連載）』読売新聞 西部夕刊8部 （西文化） 2000年3月21日5頁
- 『[よみうり文芸時評] ＜短歌＞山埜井喜美枝 2001年3月22日（寄稿連載）』読売新聞 西部夕刊8部 （西文化） 2001年3月22日7頁
- 『［時評］短歌 画家の夢、歌に色濃く 山埜井喜美枝（寄稿）』読売新聞 西部朝刊 （西文化） 2007年3月29日27頁

### 熊本日日新聞
- 『読者文芸・書評「みどりなりけり」（築地正子著、砂子屋書房） 人生への告発の詩学 安永蕗子』熊本日日新聞 朝刊 1997年4月7日
- 『人＝第13回詩歌文学館賞に決まった、築地正子さん（78）［略歴］』熊本日日新聞 朝刊 1998年5月18日3頁
- 『築地正子短歌の魅力 関心集める「自然」と「老い」への視点（伊藤一彦、歌人）［略歴］』熊本日日新聞 朝刊 （文化）2007年5月13日
- 『新生面＝笠智衆さんと築地正子さん』熊本日日新聞 朝刊 （朝一）2007年6月22日
- 『言葉のゆりかご＝新玉葱と古玉葱の味の差を噛みわけてゐるそんな人生』熊本日日新聞 朝刊 （三社）2008年1月25日